# ヴァイオレット・ティーグ

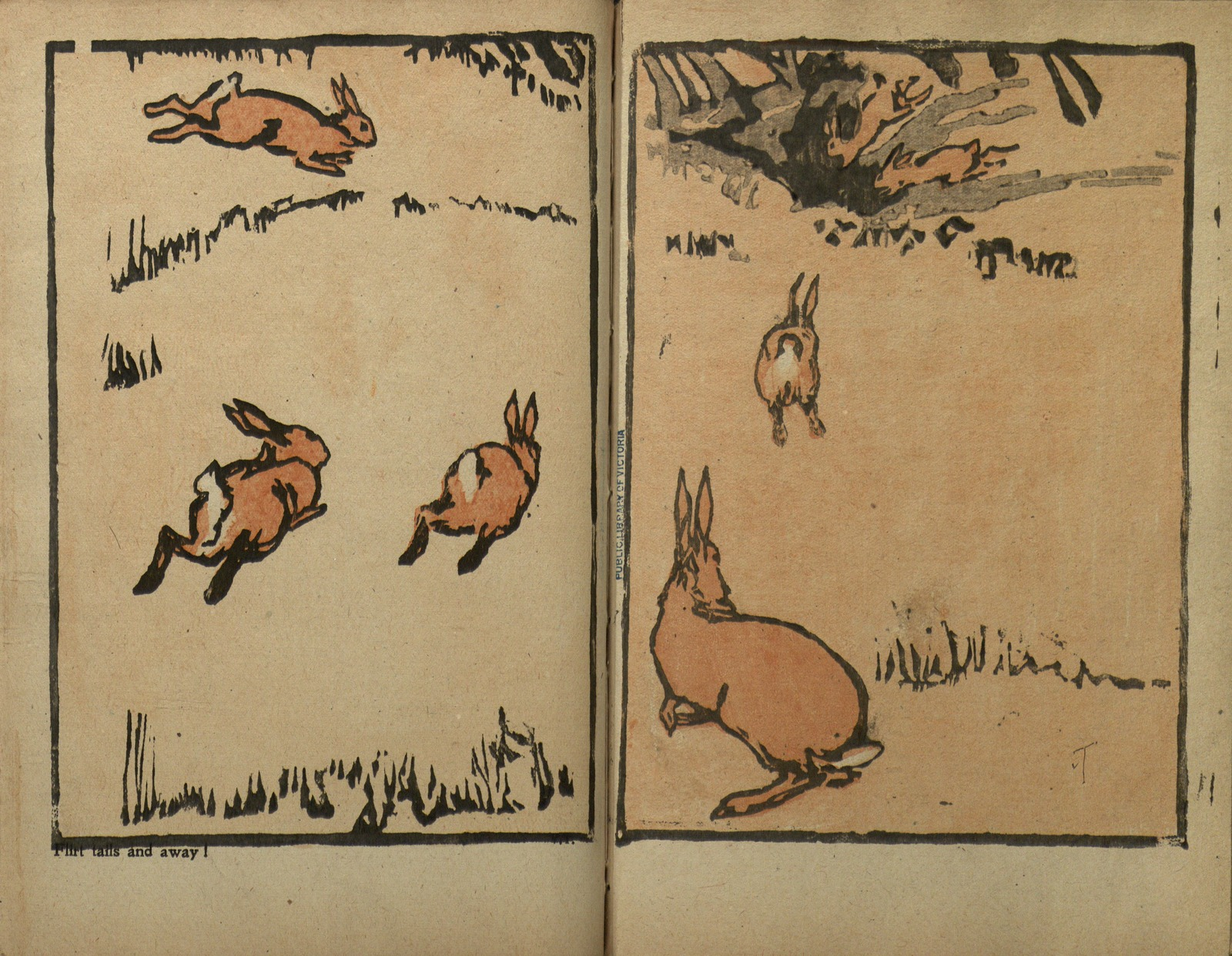
「Night fall in the ti-tree」に掲載された版画

ヴァイオレット・へレン・エヴァンジェリン・ティーグ（英語: Violet Helen Evangeline Teague, 1872年2月21日 – 1951年9月30日）はオーストラリアの画家である。絵画や多色木版画の下絵を描いたことで知らている。

## 略歴
メルボルンの民間療法医の娘に生まれた。母親はティーグが幼児の時代に亡くなり、父親と再婚した継母の2人の連れ子とともに育った。家庭教師から教育を受け、フランス語や古典文学も学んだ。メルボルン長老派女子大学を卒業した。
1890年代にヨーロッパを旅し、ドイツ、フランス、オランダベルギーの美術館を訪れ、特にスペインの美術館で見たベラスケスやラファエロの作品に忘れられない印象を受けたと1901年の回想記に記している。ベルギーの画家、エルネスト・ブラン・ガランのスタジオや、イギリスのフーベルト・フォン・ヘルコマーの美術学校でも学んだ。ポスター画家でもあったヘルコマーから版画を学んだと思われる。1897年にメルボルンの美術学校(Melbourne School of Art)でE・フィリップス・フォックスとチューダー・セント・ジョージ・タッカーに学んだ。
メルボルンの有力者の肖像画を描き、作品の一つはパリのフランス芸術家協会の展覧会に出展された。1902年にヴィクトリア州芸術家協会の理事を務めた。
この頃から日本の多色木版画に関心を持ち、1905年に版画家・イラストレーターのジェラルディン・レード（1874-1943）と協力して、画文集「Night fall in the ti-tree」を出版した。1905年から1914年の間に多くの、日本の木版画に影響を受けた作品を制作し、ヴィクトリア州工芸協会(Victorian Arts and Crafts Society)で版画を教えた。
1915年のサンフランシスコ万国博覧会の展覧会に肖像画を出展し銅メダルを受賞した。代表作の絵画「パレットを持つ少年」は、1920年にパリの展覧会で展示され、銀メダルを受賞し、翌年ロンドンのロイヤル・アカデミー・オブ・アーツの展覧会でも展示された。
教会の祭壇画も描き、第一次世界大戦で亡くなった兵士のためにキングレイクに新しく建てられた教会のための祭壇画も描いた。
メルボルンの郊外のマウントエリザで死去した。

## 作品

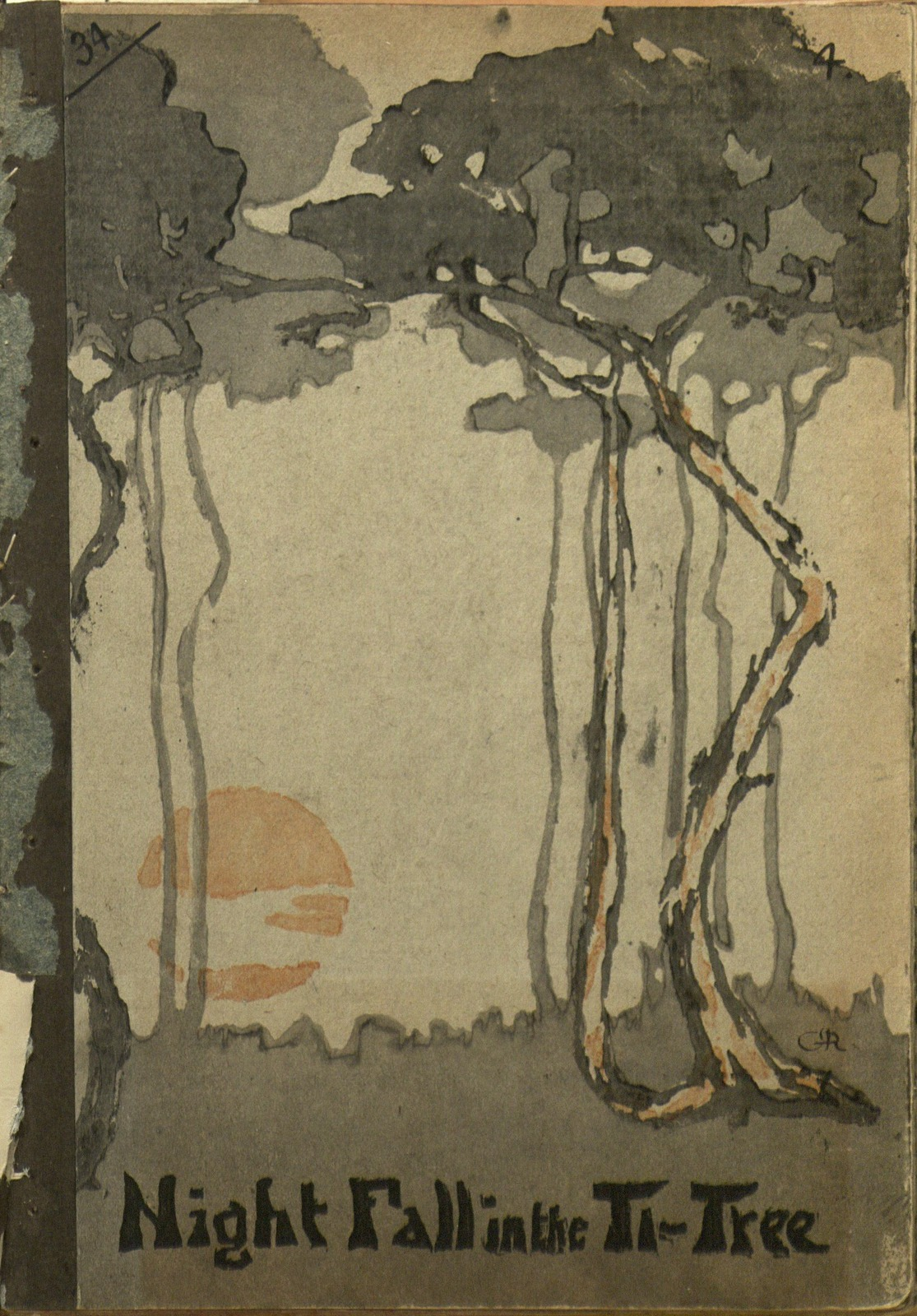
画文集「Night fall in the ti-tree」表紙絵
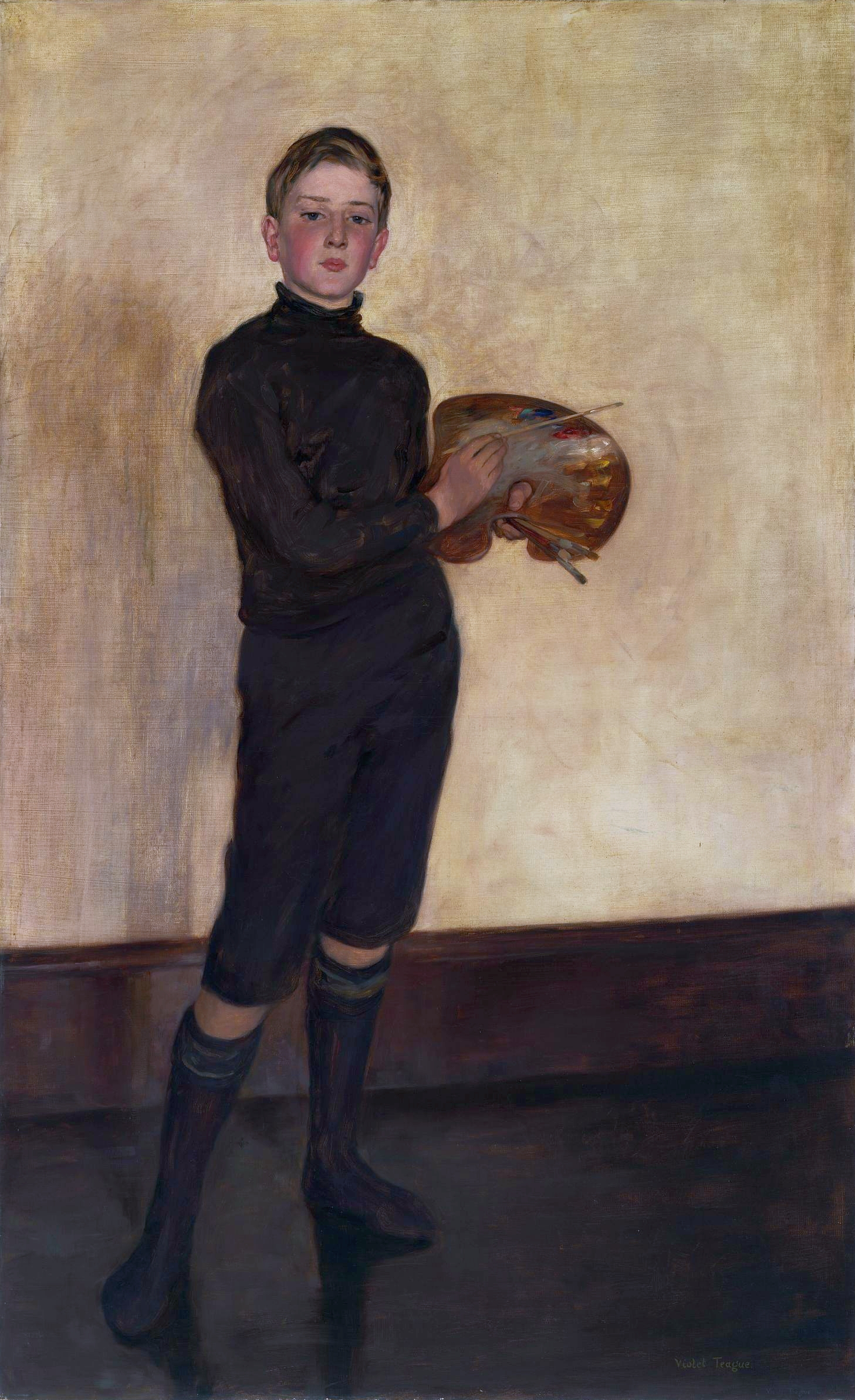
パレットを持つ少年 オーストラリア国立美術館蔵
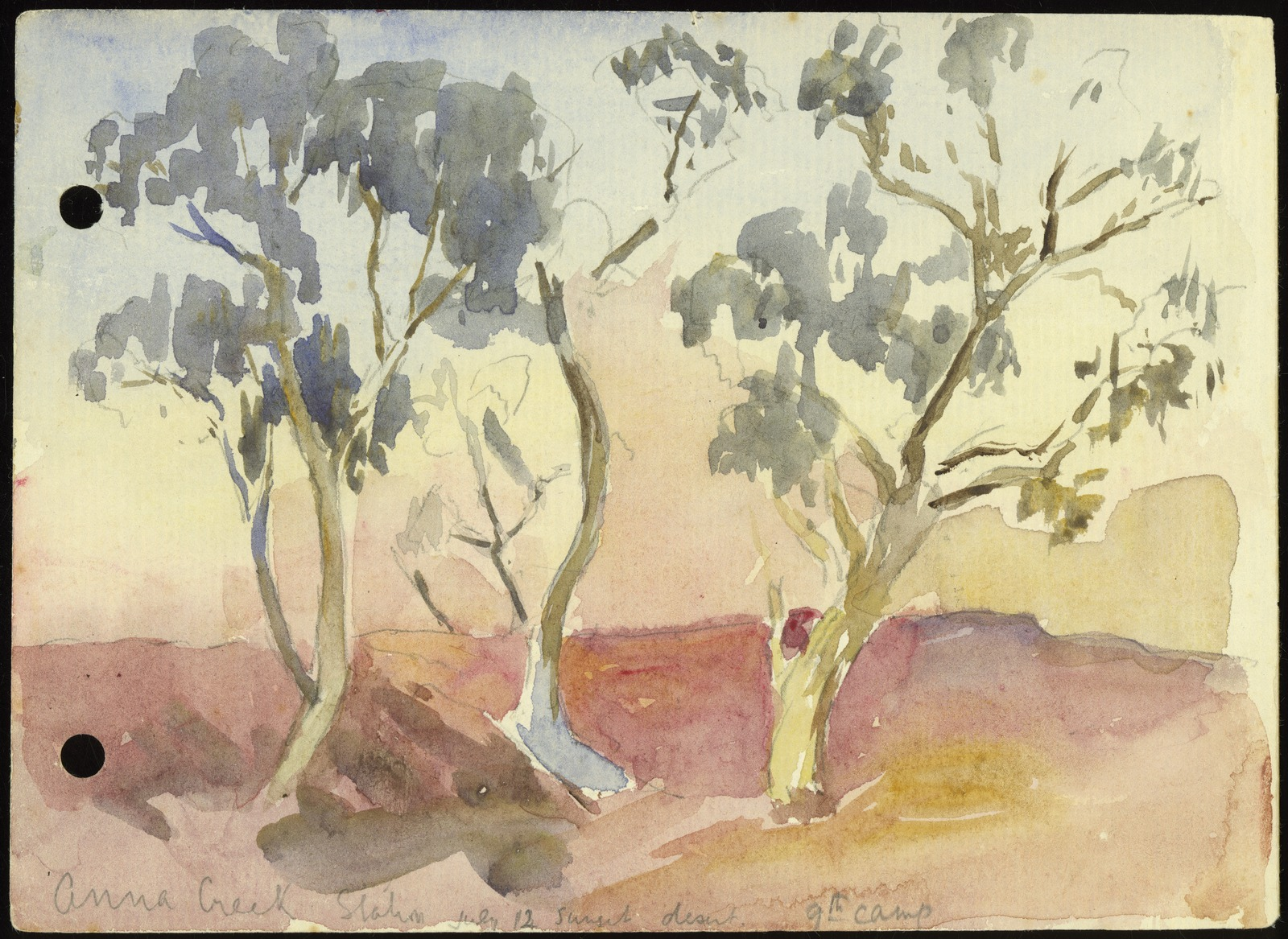
水彩画(1933)

## 著書
- Night fall in the ti-tree / woodcuts by Geraldine Rede and Violet Teague, [Melbourne] 1905
- Birds of the sunny south, with Australian flowers / produced entirely by Australians (V. Teague, G. Rede, I. Gregory, A. Ashley) [Melbourne] 1915(?) : Pater's Printery